# نفايات مشعة منخفضة المستوى

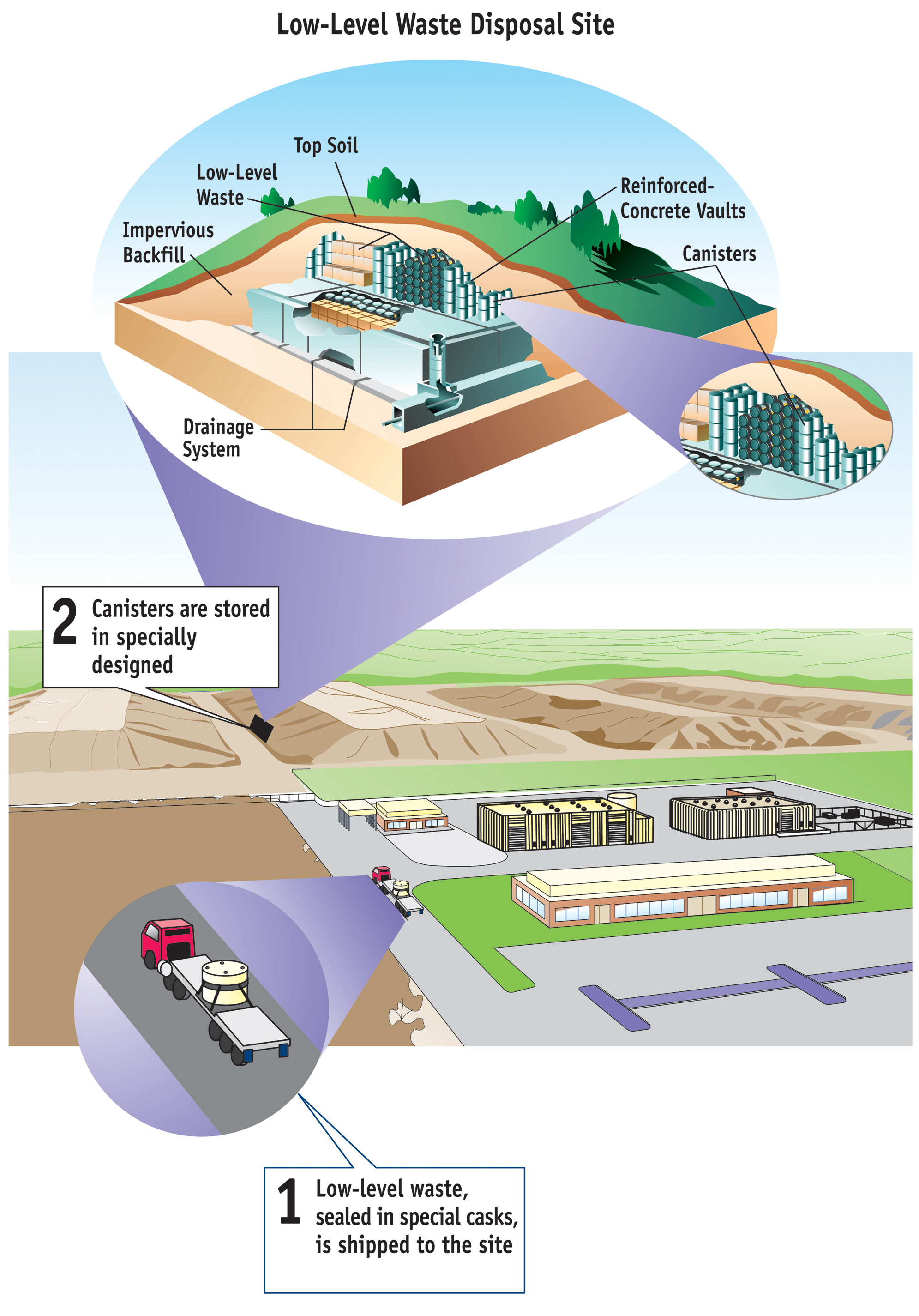
آلية التخلص من نفايات منخفض المستوى

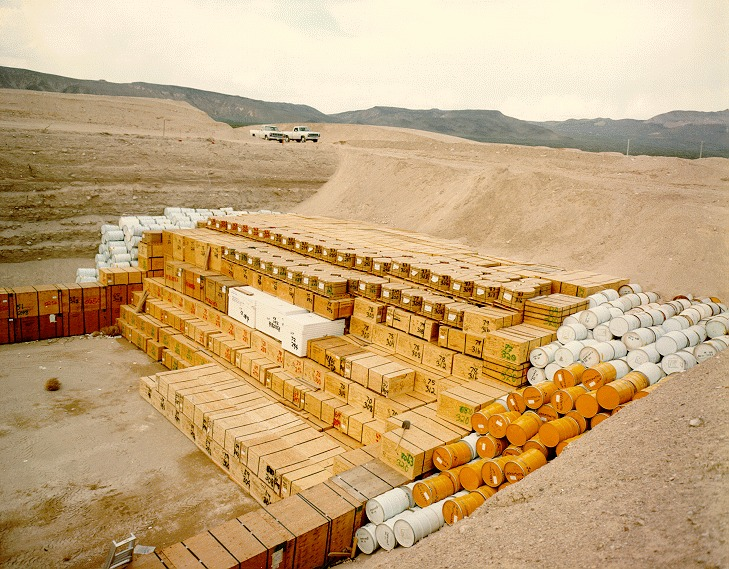
حفرة تخزين النفايات ذات المستوى المنخفض

نفايات مشعة منخفضة المستوى هي نفايات نووية لا تنسجم مع التعريفات الفئوية للنفايات المشعة متوسطة المستوى، والنفايات عالية المستوى، والوقود النووي المستهلك، والنفايات العابرة للحدود، أو بعض النفايات المنتجة من مواد  الثانوية مثل مخلفات تعدين اليورانيوم.

## نبذة
هي تلك الفئة من النفايات المشعة التي لا تنسجم مع الفئات الأخرى. إذا تم خلط نفايات مشعة منخفضة المستوى مع النفايات الخطرة، فحينها يكون لها وضع خاص كنفايات منخفضة المستوى مختلطة ويجب أن تلبي لوائح المعالجة والتخزين والتخلص على أنها نفايات مشعة منخفضة المستوى ونفايات خطرة.
على الرغم من أن الجزء الأكبر من النفايات المشعة منخفضة المستوى ليس عالي النشاط الإشعاعي، فإن تعريف النفايات المشعة منخفضة المستوى لا يتضمن إشارات إلى نشاطه، وقد يكون بعض النفايات المشعة منخفضة المستوى مشعًا تمامًا، كما في حالة المصادر المشعة المستخدمة في الصناعة والطب.
النفايات المشعة منخفضة المستوى تشمل العناصر التي أصبحت ملوثة بالمواد المشعة أو أصبحت مشعة من خلال التعرض للإشعاع النيوتروني. تتكون هذه النفايات عادة من أغطية الأحذية الواقية الملوثة والملابس، وقطع القماش المسحوبة، المماسح، المرشحات، مخلفات معالجة مفاعل الماء، المعدات والأدوات، الأوجه المضيئة، الأنابيب الطبية، المسحات، إبر الحقن، جثث وأنسجة حيوانات المختبر.
يمكن أن يتراوح النشاط الإشعاعي من مستويات أعلى قليلاً من الموجودة في الطبيعة إلى درجة عالية من النشاط الإشعاعي في بعض الحالات مثل الأجزاء من داخل وعاء المفاعل في محطة الطاقة النووية.
يتم تحديد تعريف النفايات ذات المستوى المنخفض من قبل المنظمين النوويين لكل دولة على حدة، على الرغم من أن الوكالة الدولية للطاقة الذرية تقدم توصيات. تحدد بعض البلدان مثل فرنسا فئات للنفايات ذات المستوى المنخفض والمتوسط ذات العمر الطويل. لا تحدد اللوائح الأمريكية فئة النفايات المتوسطة المستوى.